# Camera Café
Camera Café es una serie de televisión española de humor, adaptada de un formato originario de Francia. Primero se emitió de 2002 a 2004 en Telemadrid y Canal Nou con el nombre de Café Express. Posteriormente, con el nombre de Camera Café, pasó a emitirse en Telecinco en el access prime time, desde el 18 de septiembre de 2005 hasta el 1 de septiembre de 2009. Cada episodio se compone de varios sketches de corta duración (de 4 a 6 minutos) con un prólogo y un epílogo.
La serie muestra a los empleados de una empresa y su día a día a través de una cámara situada en la máquina expendedora de café de la oficina, que actúa como punto de vista del espectador. Su título es un juego de palabras con la expresión francesa «caméra cachée» (cámara oculta).
En junio de 2019 se confirmó que habría una película basada en la serie con el mismo elenco, que se estrenó en 2022 con el título Camera Café, la película.

## Historia
Camera Café es un formato de serie de televisión de humor originario de Francia, que ha sido sido adaptado en una treintena de países, entre los cuales están Italia, Portugal, Chile o Polonia. En España comenzó a emitirse en el año 2002 bajo el nombre de Café Express, en Telemadrid y Canal Nou. Fue retirada en 2004 por su baja aceptación entre el público. 
Ya con el nombre de Camera Café, se emitió en el access prime time de Telecinco desde el 18 de septiembre de 2005 hasta el 1 de septiembre de 2009, con cuatro temporadas en emisión y 530 capítulos emitidos.
En septiembre de 2009 se estrenó una serie derivada titulada ¡Fibrilando!, que narra las peripecias de un equipo médico idéntico al personal de Camera Café que trabaja en una clínica situada en una planta inferior del mismo edificio. Sin embargo, fue retirada tras una sola temporada por baja audiencia.
En 2011, Telecinco anunció el regreso de Camera Café en la que hubiera sido su quinta temporada, pero nunca llegó a emitirse. Esta nueva temporada iba a tener un nuevo elenco y no contaría con la participación de su anterior director, Luis Guridi.
En abril de 2020, durante la pandemia de COVID-19, el elenco se reunió a través de videoconferencia realizando un sketch especial como homenaje a la serie, para pedir a la población que no saliese de sus casas.
En 2022 se estrenó Camera Café, la película, dirigida por Ernesto Sevilla y protagonizada por la mayor parte del elenco original de la serie.

## Producción
Aunque en el formato original francés solo se emite un nuevo episodio diario de unos tres minutos (microserie), en España se agrupan varios episodios (de cuatro a siete), mezclando nuevos y repetidos, formando un bloque o capítulo de entre 25 y 35 minutos de duración. Esta longitud variable, ayuda a la cadena a «enganchar» a la audiencia hasta el inicio del horario central.
La idea principal de los episodios es mostrar, a través de la cámara oculta en la propia máquina, distintas situaciones de empleados que acuden a tomar un café en horas de trabajo. Cada personaje de los 17 que componen el reparto cumple un rol distinto: la jefa atractiva, los trabajadores «don nadie», el «cerebrito» de contabilidad, y por supuesto, el jefe autoritario que también agacha la cabeza si es la directora de marketing la que grita. En la adaptación española muchos personajes fueron transformados, algunos desaparecieron, y otros (como la señora de la limpieza) fueron incorporados.
El director del programa es Luis Guridi. Su pretensión respecto a Camera Café era ofrecer una visión humorística, más o menos realista, del entorno laboral. Todos los estilos de humor, desde el surrealismo a la escatología simple, se dan la mano en esta microserie de corte costumbrista.

### Equipo técnico
|                        | Primera temporada                                                                                           | Segunda temporada | Tercera temporada | Cuarta temporada                                                                                       |
| ---------------------- | --- | --- | --- | --- |
| Dirección              | Luis Guridi                                                                                                 | Luis Guridi | Luis Guridi | Luis Guridi                                                                                            |
| Ayte. Dir.             | Mayjo Ruiz                                                                                                  | Mayjo Ruiz | Mayjo Ruiz | Mayjo Ruiz                                                                                             |
| Coordinadores de guion | Pepón Montero Juan Maidagán                                                                                 | Luis Guridi | Bárbara Alpuente Álex Mendíbil                                                                                         | Bárbara Alpuente Álex Mendíbil                                                                         |
| Guionistas             | Pepón Montero Juan Maidagán Santiago Aguilar Álex Mendíbil Jorge Riera Álvaro López de Quintana Luis Guridi | Álex Mendíbil Santiago Aguilar Álvaro López de Quintana Ana Galán Toño Agrollán Manu Martínez March Bárbara Alpuente Luis Guridi | Álex Mendíbil Bárbara Alpuente Álvaro López de Quintana Ana Galán Toño Agrollán Manu Martínez March Guillermo Barrejón | Bárbara Alpuente Guillermo Barrejón Ana Galán Toño García Agrollán Lele (Helena) Morales Álex Mendíbil |

### Reparto y personajes
| Actor              | Personaje               | Trabajo en la serie                             |
| ------------------ | ----------------------- | ----------------------------------------------- |
| Luis Varela        | Gregorio Antúnez        | Director gerente                                |
| Ana Milán          | Victoria de la Vega     | Directora de marketing                          |
| Carolina Cerezuela | Mónica Salazar          | Subdirectora de marketing                       |
| Esperanza Pedreño  | Mari Carmen Cañizares   | Secretaria de Victoria                          |
| Carlos Chamarro    | Julián Palacios         | Responsable de compras y representante sindical |
| Arturo Valls       | Jesús Quesada           | Responsable de ventas                           |
| César Sarachu      | Bernardo Marín          | Contable                                        |
| Esperanza Elipe    | Marimar Montes          | Secretaria de Antúnez                           |
| Marta Belenguer    | Nacha Ruiz              | Administrativa                                  |
| Álex O'Dogherty    | Arturo Cañas            | Chófer del presidente                           |
| Silvia Wheeler     | Frida Lüdendorff        | Responsable de la sucursal de Fráncfort         |
| Ana Ruiz           | Sofía Guillén           | Telefonista                                     |
| Mercedes Luzuriaga | Asunción Sempere (Asun) | Becaria                                         |
| Daniel Albaladejo  | Benito Avendaño         | Vigilante de seguridad                          |
| Joaquín Reyes      | Ricardo Mesa (Ríchar)   | Informático                                     |
| Javier Manrique    | Lorenzo Pérez           | Ordenanza                                       |
| Nacho Rubio        | Juan Luis Lazcano       | Psicólogo                                       |
| Juana Cordero      | Choches                 | Limpiadora                                      |
| Manuel Tallafé     | Paco «El Brasas»        | Propietario del bar de abajo                    |
| Antón Valén        | Tono                    | Servicios generales                             |

## Audiencia
| Temporada | Temporada | Audiencia media | Audiencia media |
| Temporada | Temporada | Espectadores    | Cuota           |
| --------- | --------- | --------------- | --------------- |
|           | 1         | 3 974 000       | 22,2 %          |
|           | 2         | 4 059 000       | 22,8 %          |
|           | 3         | 3 503 000       | 18,7 %          |
|           | 4         | 2 941 000       | 14,1 %          |
| Total     | Total     | 3 619 250       | 19,45 %         |

## Premios
- Antena de Oro de la Federación de Asociaciones de Radio y Televisión de España (2006)
- Premios de la Unión de Actores al Mejor Actor de Reparto (Daniel Albaladejo) y a la Mejor Actriz de Reparto (Esperanza Pedreño) (2006)
- Premio al Mejor Programa de Televisión de Punto Radio en sus Premios de la Radio (2006)
- Premio «Calabuch» a la Mejor Serie de Humor del Festival Internacional de Cinema de Comedia de Peñíscola (2006)
- Premio al Mejor Guion de una Serie de Ficción de Televisión de los Premios Guionistes Associats de Catalunya (2006)
- Premio «Comunicarte» al Mejor Programa de Televisión que cada año otorga el Instituto de Imagen y Sonido «Puerta Bonita» (2006)
- Fotogramas de Plata al Mejor Actor de Televisión (Arturo Valls) (2007)
- Premio al Mejor Guion de una Serie de Ficción de Televisión de los Premios Guionistes Associats de Catalunya (2007)
- Premio Nº1 de Cadena 100 al Mejor Programa de Entretenimiento (2007)
- Premio Protagonistas del Año de Punto Radio al Humor más Elegante (2007)
- Premio «Estilo en Movimiento» al Mejor Estilismo en una serie de televisión (2007)
- Premio de la ATV al Mejor Actor (Luis Varela) (2008)
- Premio de la Asociación de Espectadores de Andalucía al Mejor Programa de Entretenimiento (2008)
- Premio Ocio y Espectáculo de los Premios Anuales de la Asociación Española de Editoriales de Publicaciones Periódicas (2009)